# Montserrat (Roblès)
Pour les articles homonymes, voir Montserrat.
Montserrat est une pièce de théâtre en 3 actes d'Emmanuel Roblès, dont le sujet est la guerre d'indépendance du Venezuela.
La pièce est jouée pour la première fois le 23 avril 1948 au théâtre Montparnasse à Paris et, le même jour, au théâtre du Colisée à Alger. Elle reçoit le prix du Portique.
Depuis sa création, cette pièce, dont Albert Camus disait « Elle ne doit rien à aucune école ou à aucune mode et pourtant elle s'accorde à la terrible cruauté du temps sans cesser de se référer à une pitié vieille comme le cœur humain », n'a jamais cessé d'être jouée dans le monde. Elle a été adaptée en plus de trente langues, notamment en anglais aux États-Unis par Lillian Hellman.

## Les personnages
- Montserrat, officier espagnol, 28 ans.
- Izquierdo, premier lieutenant du capitaine général Monteverde, 40 ans.
- Le père Coronil, moine capucin, chapelain de Monteverde, 50 ans.
- Zuazola, officier espagnol.
- Morales, officier espagnol.
- Antonanzas, officier espagnol.
- La mère (mère de deux enfants), 30 ans
- Eléna, adolescente, 18 ans
- Juan Salcedo, comédien, 40 ans
- Salas Ina, riche marchand, 35 ans
- Ricardo, 20 ans
- Arnal Luhan, le potier, 50 ans
- Bolivar, chef des révolutionnaires vénézueliens

## Résumé
Juillet 1812. Montserrat, officier espagnol, prend le parti des révolutionnaires vénézuéliens, horrifié par les traitements que font subir ses compatriotes aux indigènes. Alors que les Espagnols comptent aller arrêter Bolivar, le chef des révolutionnaires vénézuéliens, Montserrat le prévient et Bolivar parvient ainsi à s'échapper.
Les Espagnols, sous le commandement du premier lieutenant Izquierdo, conscients du fait que c'est Montserrat qui a prévenu Bolivar de leur arrivée, le font emprisonner. Avant de l'exécuter, ils essaient de lui faire dire où se cache Bolivar en capturant six otages innocents, pris au hasard dans la rue, et les enfermant avec lui et lui disant que les otages seront fusillés au bout d'une heure s'il n'a toujours pas avoué. Chacun des six innocents va alors tenter de le convaincre d'avouer, soit en le culpabilisant (enfants à nourrir, nourrissons abandonnés à leur sort, femme qui attend...), soit en lui expliquant que Bolivar peut mourir, même sans être attrapé, puisque celui-ci est malade, et qu'alors leurs morts ne serviraient à rien.
Montserrat est alors confronté à un dilemme : choisir entre se taire (et ainsi condamner six otages innocents) ou bien parler (et ainsi compromettre la révolution vénézuélienne).
Montserrat continuera à se taire et avant d'être exécuté, il apprendra que Bolivar est sauf et qu'il meurt pour une cause noble.

## Analyse de l'œuvre
Le contexte de la pièce rappelle celui de la fin de la Seconde Guerre mondiale, avec les souvenirs douloureux de l'Occupation et des atrocités commises par les nazis, notamment les représailles à la suite de la Résistance, dont les prises d'otages et leur exécution (comme à Oradour-sur-Glane).
La scène 3 de l’acte I « En Espagne, les Français sont nos oppresseurs cent fois haïs. Et ici, sur cette terre neuve, ce sont les soldats espagnols qui maintiennent tout un peuple dans un noir esclavage » fait allusion à la terrible répression par Napoléon de la révolte espagnole, telle que représentée par Goya dans le tableau intitulé Tres de mayo.

Roblès dit lui-même : 

« L’auteur aurait pu situer le sujet de sa pièce dans l’Antiquité romaine, l’Espagne de Philippe II, la France de l’Occupation, etc. »

## Éditions
- Le Monde illustré, juin 1948
- Éd. Edmond Charlot, 1949
- Tallandier, 1949
- Éditions du Seuil, 1954[8] ; rééd. 1991
- Le Livre de poche, 1969

## À la télévision
- 1960 : dramatique réalisée par Stellio Lorenzi, avec Marc Cassot dans le rôle-titre